# Bergvidafink
Bergvidafink (Euplectes psammacromius) är den näst största fågelarten inom vävarsläktet Euplectes. Kunskapen om arten är fortfarande mycket begränsad.

## Utbredning och biotop
Arten förekommer endemiskt i öppna gräslandskap på det östafrikanska höglandet på 1800-3000 meter över havet, från sydvästra Tanzania till allra nordöstligaste Zambia och norra Malawi.

## Utseende
Likt alla andra fågelarter i släktet Euplectes skiljer sig utseendet mellan hane och hona markant under häckningssäsongen då hanen ruggar till en svart praktdräkt som inkluderar mycket långa stjärtfjädrar och ett större gult parti på de övre vingtäckare. Utanför häckningssäsongen är hanarnas utseende liknande honornas med en brun, gul och svartspräcklig fjäderdräkt och de gula partierna är diskretare.

## Ekologi
Under häckningsperioden försvarar hanarna sina revir på morgonen efter soluppgång, respektive på kvällen innan solnedgång.

## Taxonomi
Bergvidafinken beskrevs taxonomiskt första gången år 1900 av Anton Reichenow. Reichenow placerade då taxonet i släktet Penthetria men den placeras numera i vävarsläktet Euplectes som omfattar mellan 15 och 20 arter. Tidigare har den också ofta behandlats som underart till träskvidafink (Euplectes hartlaubi) men behandlas idag oftast som en monotypisk art.

## Status och hot
Arten har ett stort utbredningsområde och en stor population med stabil utveckling. Utifrån dessa kriterier kategoriserar internationella naturvårdsunionen IUCN arten som livskraftig (LC). Världspopulationen har inte uppskattats men den beskrivs som lokalt vanlig.